# Dionisio Godofredo
Dionisio Godofredo (Dionysius Gothofredus; París, 17 de octubre de 1549 - Estrasburgo, 7 de septiembre de 1622) fue un jurista, hijo de León Godefroy, lord de Guignecourt. Realizó la primera compilación del derecho romano, el Corpus iuris civilis. 
Cursó estudios en el Collège de Navarre, y estudió leyes en Lovaina, Colonia, y Heidelberg, volviendo a París in 1573.
Abrazó la fe protestante, y en 1579 dejó París, donde sus habilidades y contactos le auguraban un brillante futuro, para establecerse en Ginebra.
Allí fue profesor de derecho. En 1580 recibió las llaves de la ciudad y en 1587 entró a formar parte del Consejo de los doscientos.
Enrique IV le indujo a volver a Francia nombrándolo grand bailli of Gex, pero al poco tiempo de instalarse la ciudad fue saqueada y su biblioteca incendiada por las tropas del duque de Saboya entre el 23 y el 30 de julio de 1590.
En 1591 obtuvo la plaza de profesor de derecho romano en Estrasburgo, donde permaneció hasta abril de 1600, cuando aceptó una invitación de Federico IV del Palatinado y se trasladó a Heidelberg. Tuvo dificultades en su cargo por lo que volvió a Estrasburgo por un breve periodo, pero en noviembre de 1604 se trasladó definitivamente a Heidelberg. Llegó a ser el decano de la facultad de derecho de la universidad, y participó esporádicamente en misiones para la corte francesa.
Su frecuente rechazo a cargos en su propio país estaba influido por sus creencias calvinistas. Murió en Estrasburgo, habiendo dejado Heidelberg antes de que la ciudad fuera saqueada por las tropas imperiales en 1622.
Su obra más importante fue la nueva edición del Corpus iuris civilis, publicado originalment en Ginebra en 1583, de la que se imprimieron veinte ediciones, las más importantes fueron las impresas por los Elzevir en Ámsterdam en 1633 y la edición de Leipzig de 1740.

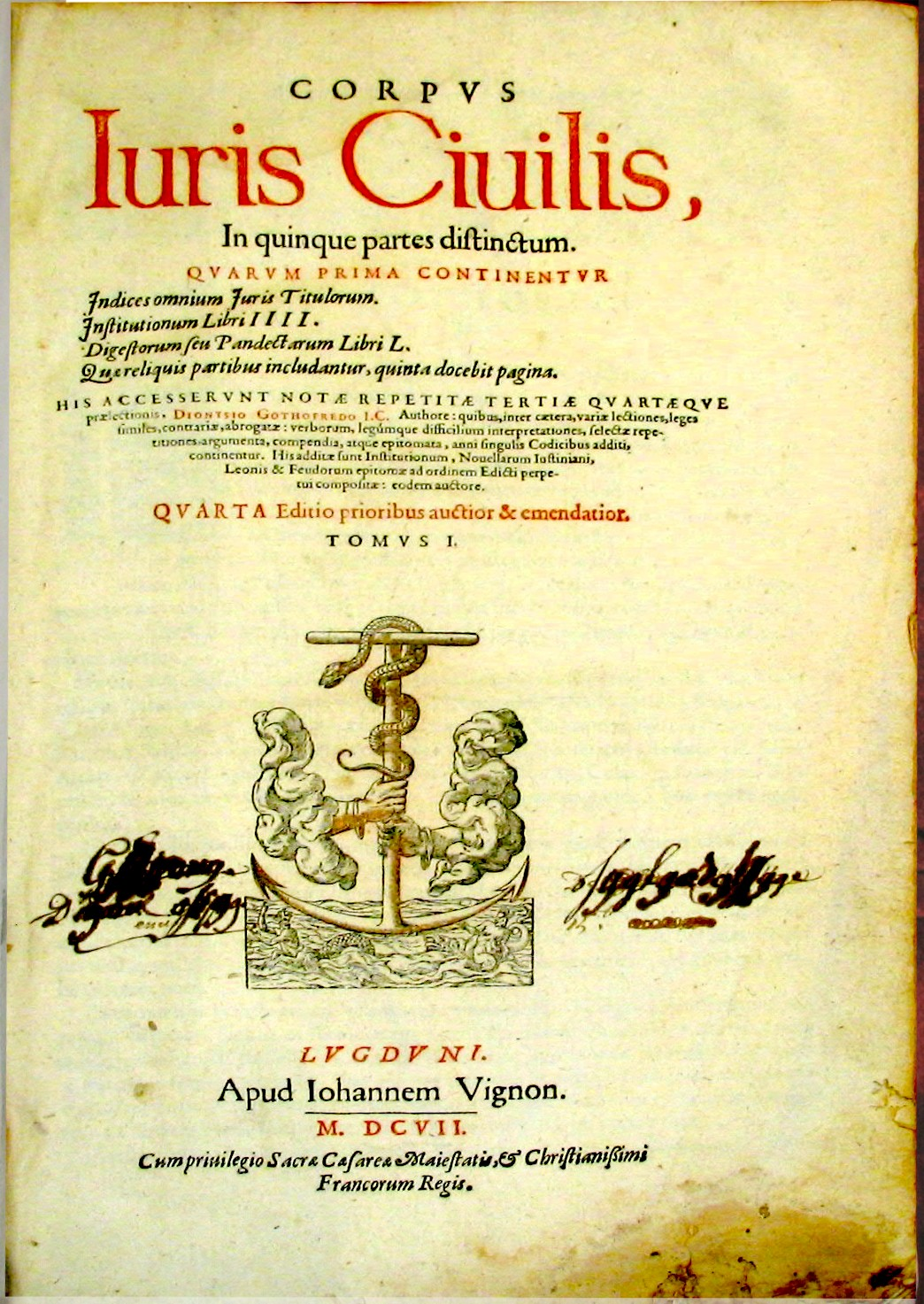
Portad del Corpus iuris civilis en una edición de 1607.